# Богацкая, Любовь Антоновна
Любовь Антоновна Богацкая (20 августа 1917, Колотиловка, Курская губерния — 14 июня 1994) — доярка племенного завода «Краснояружский» Ракитянского района Белгородской области. Герой Социалистического Труда (22.03.1966).

## Биография
В 1917 году в деревне Колотиловка в крестьянской семье родилась Любовь Богацкая. Работать начала в 1933 году в совхозе «Дубино». Позже перешла работать телятницей в совхоз «Краснояружский». В 1938 году стала работать дояркой. В годы войны весь скот был переведён на восток вглубь страны. В 1943 году стадо вернулось в родные места.
Скот был истощён, измучен. Любовь Антоновна в те сложные годы получала надой 1500—2000 кг от одной коровы в год. Спустя пять лет, в её группе числилось 10 коров от которых она получала более 4000 кг молока в год. В 1950—1953 годы надои стали рекордными и превысили 5200 кг молока от одной головы. За честный и добросовестный труд Богацкая неоднократно награждалась.
За получение высокой продуктивности в животноводстве Указом от 22 марта 1966 года была удостоена звания Герой Социалистического Труда и награждена Орденом Ленина и золотой медалью «Серп и Молот».
В дальнейшем вышла на заслуженный отдых.
Избиралась депутатом Белгородского областного Совета депутатов трудящихся.
Умерла 14 июня 1994 года.

## Награды
Имеет следующие награды:
- Герой Социалистического Труда (22.03.1966)
- Орден Ленина (22.03.1966)
- Орден Октябрьской Революции
- Орден Трудового Красного Знамени
- Орден Трудового Красного Знамени